# Dougie Freedman
Dougie Freedman (Glasgow, 25 maggio 1974) è un allenatore di calcio ed ex calciatore scozzese, di ruolo attaccante.

## Carriera
Muove i suoi primi passi da calciatore nel settore giovanile del QPR. Nel 1994 passa al Barnet. In seguito approderà al Crystal Palace, società della quale diventerà una bandiera.
Terminata l'attività da calciatore, nel 2010 entra nello staff del Crystal Palace, in qualità di vice allenatore. L'11 gennaio 2011 subentra sulla panchina della prima squadra, sottoscrivendo un contratto di due anni e mezzo.
Il 25 ottobre 2012 viene chiamato sulla panchina del Bolton, società neo retrocessa in Championship. Conclude la stagione al settimo posto. Dopo aver ottenuto una vittoria in undici gare - e con la squadra ultima in classifica  - il 12 ottobre 2014 lascia l'incarico.
Il 1º febbraio 2015 sostituisce Stuart Pearce - che aveva precedentemente annunciato le proprie dimissioni - sulla panchina del Nottingham Forest. Il 16 aprile prolunga il proprio contratto fino al 2017. Il 13 marzo 2016 viene sollevato dall'incarico.
Il 21 agosto 2017 torna al Crystal Palace in qualità di direttore sportivo.

## Statistiche

### Cronologia presenze e reti in nazionale
| Cronologia completa delle presenze e delle reti in nazionale ― Scozia | Cronologia completa delle presenze e delle reti in nazionale ― Scozia | Cronologia completa delle presenze e delle reti in nazionale ― Scozia | Cronologia completa delle presenze e delle reti in nazionale ― Scozia | Cronologia completa delle presenze e delle reti in nazionale ― Scozia | Cronologia completa delle presenze e delle reti in nazionale ― Scozia | Cronologia completa delle presenze e delle reti in nazionale ― Scozia | Cronologia completa delle presenze e delle reti in nazionale ― Scozia |
| Data                                                                  | Città                                                                 | In casa                                                               | Risultato                                                             | Ospiti                                                                | Competizione                                                          | Reti                                                                  | Note                                                                  |
| --------------------------------------------------------------------- | --------------------------------------------------------------------- | --------------------------------------------------------------------- | --------------------------------------------------------------------- | --------------------------------------------------------------------- | --------------------------------------------------------------------- | --------------------------------------------------------------------- | --------------------------------------------------------------------- |
| 6-10-2001                                                             | Glasgow                                                               | Scozia                                                                | 2 – 1                                                                 | Lettonia                                                              | Qual. Mondiali 2002                                                   | 1                                                                     |                                                                       |
| 27-3-2002                                                             | Saint-Denis                                                           | Francia                                                               | 5 – 0                                                                 | Scozia                                                                | Amichevole                                                            | -                                                                     | 46’                                                                   |
| Totale                                                                |                                                                       | Presenze                                                              | 2                                                                     |                                                                       | Reti                                                                  | 1                                                                     |                                                                       |

## Palmarès

### Giocatore

#### Individuale
- Capocannoniere del campionato inglese di quarta divisione:

1994-1995 (24 gol)